# 伊藤主税
伊藤 主税（いとう ちから、1978年12月3日 - ）は、日本の映画プロデューサー。愛知県豊橋市出身。株式会社and pictures代表取締役。

## 来歴・人物
- 俳優活動を経て、映画プロデューサーとして活動。映画で文化を生みたいと、映画製作会社(株)and picturesを設立。社名「○○と映画」には“映画表現は自由”という意味が込められている。映画製作をきっかけとした地域活性化プロジェクトの推進、俳優向けの演技ワークショップやプラットフォーム開発で映画産業の発展を目指す。
- 藤井道人監督と阿部進之介が企画した『デイアンドナイト』以降、山田孝之と共同で『ゾッキ』(2021)、『MIRRORLIAR  FILMS』(2021)を企画・プロデュース。『デイアンドナイト』が牧有太監督の『TAKAYUKI YAMADA DOCUMENTARY No Pain, No Gain』に、『ゾッキ』の裏側が篠原利恵監督『裏ゾッキ』に収められている。
- 映画製作をきっかけとした地域創生を推進。山田孝之、阿部進之介らと発足した俳優に向けた情報プラットホーム「mirroRliar」を発展させ、多様なクリエイターの短編製作と地域ワークショップを連携させた「MIRRORLIAR FILMS PROJECT」を始動。教育事業にも力を入れ、2020年10月よりオンライン・アクターズ・スクール「ACT芸能進学校（A芸）」を開校した。

## プロデュース作品
- 『アングリースクワッド 公務員と７人の詐欺師』（2024年）
- 『マンガ家、堀マモル』（2024年）
- 『MIRRORLIAR  FILMS Season5』（2024年）
- 『唄う六人の女』（2023年）
- 『Winny』（2023年）[1]
- 『その声のあなたへ』(2022年)
- 『∞ゾッキ シリーズ』（2022年）
- 『MIRRORLIAR  FILMS Season4』（2022年）
- 『MIRRORLIAR  FILMS Season3』（2022年）
- 『MIRRORLIAR  FILMS Season2』（2022年）
- 『MIRRORLIAR  FILMS Season1』（2021年）
- 『DIVOC-12』（2021年）
- 『ゾッキ』（2021年）
- 『裏ゾッキ』（2021年）
- 『Daughters』（2020年）
- 『たぶん』（2020年）
- 『デイアンドナイト』（2019年）
- 『青の帰り道』（2018年）
- 『栞』（2018年）
- 『古都』（2016年）
- 『BAILE TOKYO』（2016年）
- 『サブイボマスク』（2016年）
- 『ホテルコパン』（2016年）